# ODE 155-mm-Kanonenhaubitze FH-88
Die ODE 155-mm-Kanonenhaubitze FH-88 ist ein schweres Feldartilleriegeschütz Singapurs.

## Geschichte
ODE FH-88 wurde 1989 von Ordonance Development & Engineering (ODE) in Singapur entwickelt und basiert auf der von Gerald Bull entwickelten FGH-155-Haubitze. Die ersten Geschütze wurden 1987 an die Singapore Army ausgeliefert. Die ODE FH-88 wird auch in der Panzerhaubitze Primus verwendete und diente als Grundlage für die Geschütze SLWH Pegasus und FH-2000.

## Technik
Die ODE FH-88 ist eine konventionelle Kanonenhaubitze mit Kraftzugsystem. Sie zeigt das übliche Muster einer vierrädrigen Spreizlafette mit einem Hilfsmotor zum kurzzeitigen Eigenantrieb. Zum Transport wird das Rohr über die Holme abgesenkt. Zwei Lenkräder ermöglichen die Steuerung bei der Nutzung des Hilfsantriebes.
Um in Schussposition zu kommen, werden die Lafettenholme motorunterstützt geöffnet. Ebenso motorunterstützt ist das Absenken und Anheben der Räder sowie das Laden und Richten der Waffe. Im Notfall kann die Waffe aber auch per Hand geladen und gerichtet werden. Der halbautomatische Schraubenverschluss öffnet sich bereits beim Rücklauf des Rohres. Die FH-88 verfügt über eine doppelte Mündungsbremse.
Mit der Ladeautomatik können innerhalb von 15–17 Sekunden drei Schuss abgefeuerte werden. Für andauerndes feuern muss die Schussfolge, infolge der thermischen Beanspruchung des Geschützrohres, auf zwei Schuss pro Minute reduziert werden. Als Kanonenhaubitze kann ODE FH-88 sowohl im direkten als auch indirekten Richten schießen.
Die ODE FH-88 verwendet getrennt geladene Munition mit variablen Treibladungsbeuteln (Zonenladungen). Das heißt, das Geschoss und die Treibladung werden nacheinander geladen. Dabei ist die FH-88 in der Lage, die gesamte Palette an NATO-Munition des Kalibers 155 mm zu verfeuern. Mit dem M107-Standardgeschoss wird eine Schussdistanz von rund 19 km erzielt. Mit Extended-Range-Full-Bore-Geschossen (ERFB) beträgt die maximale Schussdistanz 24 km. Mit reichweitegesteigerten ERFB-BB-Geschossen (mit Base-Bleed) liegt die maximale Schussdistanz bei rund 30 km.

## Verbreitung
- Indonesien – 5 (aus dem Bestand der Singapore Army)[3]
- Singapur – 55